# Адищево (Челябинская область)
Адищево — деревня в Красноармейском районе Челябинской области России. Входит в состав Берёзовского сельского поселения.

## География
Деревня находится на северо-востоке Челябинской области, в лесостепной зоне, на восточном берегу озера Сыкандык, на расстоянии 9 километров (по прямой) к юго-востоку от села Миасского, административного центра района. Абсолютная высота 178 метров над уровнем моря.

## Население
| 2002 | 2010 |
| ---- | ---- |
| 6    | ↗8   |

Гендерный состав
По данным Всероссийской переписи населения 2010 года в гендерной структуре населения мужчины составляли 75 %, женщины —  25 %.
Национальный состав
Согласно результатам переписи 2002 года, в национальной структуре населения русские составляли 100 %.

## Улицы
Уличная сеть деревни состоит из одной улицы (Озёрная).